# Nationalstraße 217 (China)
Die Nationalstraße 217 (chinesisch 217国道, Pinyin 217 Guódào, englisch China National Highway 217), chin. Abk. G217, ist eine 1.753 km lange, in Nord-Süd-Richtung verlaufende Fernstraße im Nordwesten Chinas im Autonomen Gebiet Xinjiang. Sie führt von Altay über Burqin, Orku, Baijiantan, Karamay, Kuytun und Dushanzi nach Kuqa. Von dort führt sie durch die Wüste Taklamakan nach Hotan, wo sie in die Nationalstraße G315 einmündet.